# Font de Meravera
La Font de Meravera és una font del terme municipal de Tremp, del Pallars Jussà, a l'antic terme ribagorçà de Sapeira, a prop del poble dels Masos de Tamúrcia, però territori del Pont d'Orrit.
Està situada a 809 m d'altitud, al sud-oest dels Masos de Tamúrcia, a llevant del Mas d'Aulari i del Mas de Ferran, a prop d'on passava el termenal entre Sapeira i Espluga de Serra, a la dreta del barranc del Solà.